# 9 секунд
«9 секунд» — российский фильм 2024 года режиссёра Олега Штрома.

## Сюжет
Основан на реальных событиях, о подвиге молодого матроса Алдара Цыденжапова.
2010 год. Владивосток, база Тихоокеанского флота ВМФ России. На эсминце «Быстрый» происходит прорыв топливного трубопровода с мазутом. Короткое замыкание, пожар. На борту — 348 человек. Противостоять огню решает 19-летний матрос Алдар Цыденжапов родом из Забайкалья. У него есть 9 секунд чтобы перекрыть утечку топлива и спасти корабль и экипаж.
Фильм флешбеками практически с документальной точностью рассказывает биографию матроса, воссозданную с помощью его родителей.

Я не был уверен, что мне разрешат снимать фильм об их сыне, но мама сказала — делайте, и подарила мне фотографию Алдара.... Одно лишь в сюжете выдумка — девушка, в которую влюблен главный герой. В матросы парень уходил совершенно холостым. Но какое героическое кино без лирики. Возлюбленную героя сыграла выпускница ВГИКа Александра Шабалина — обаятельная, непосредственная. «Если бы у моего сына была бы девушка, то она была бы именно такая», — сказала мама, посмотрев фильм. И — заплакала.— продюсер фильма Юрий Обухов

## В ролях
- Бато Шойнжонов — Алдар Цыденжапов
- Арсалан Протасов — Алдар в детстве
- Солбон Субботин — Батор, отец Алдара
- Надежда Мунконова — Билигма, мама Алдара
- Олег Бабуев — Зыдыга, дед Алдара
- Арюна Цыденова —  Арюна, сестра Алдара
- Александра Шабалина — Лана, девушка Алдара
- Баир Базаров — Содном, друг Алдара
- Иван Непомнящий — Кеша, друг Алдара
- Дарья Басаргина — Айлана
- Дмитрий Певцов — врач Воскресенский
- Даниил Спиваковский — врач
- Алексей Кирсанов — Глеб Алексеев, командир эсминца
- Максим Вахрушев — Рустам Тарутин
- Алексей Заседко — Сергей Марков
- Владимир Илюхин — Игорь Калинин

## Съёмки
Съёмки проходили летом 2023 года в два этапа.
Первый этап прошёл в июле в посёлке Агинское, где родился и вырос герой, дом родителей перестроили, но сохранился дом дедушки, где Алдар часто бывал, а в последние два года и жил.
Второй съёмочный блок вёлся в августе во Владивостоке, были задействованы корабли ТОФ и военные вертолёты, часть съёмок прошла на военно-морской базе ТОФ Фокино, на 33-м Адмиральском причале, и на том самом эсминце «Быстром», он в 2021 году был выведен в резерв, на борту организовано общежитие, съёмки велись в кубриках, частично в машинном отделении, хотя для основных сцен пожара машинное отделение было построено отдельно в павильоне.
Специально для съёмок в фильме после семилетнего перерыва вернулся в кино известный актёр Дмитрий Певцов, его роль небольшая — врач Воскресенский, по словам актёра:

«Я был нужен этому проекту. Я не мог не участвовать в этой истории. Она потрясла меня бережным отношением, любовью к этому парню, любовью к армии и флоту, к нашей стране и к зрителям. Это редкий случай. Хочу, чтобы это кино посмотрело максимальное количество жителей России»

## Показ
Первые закрытые показы фильма прошли на родине героя фильма — 31 мая 2024 года в Чите и 1 июня в посёлке Агинское.
26 июля вышел официальный трейлер фильма.
13 сентября во Владивостоке в кинотеатре «Океан» состоялся открытый предпоказ фильма.
23 сентября прошла официальная Премьера в московском кинотеатре «Октябрь», а на следующий день состоялся показ в кинотеатре «Поклонка» при Музее Победы.
В кинопрокат фильм вышел 26 сентября 2024 года, в первые две недели проката входил в ТОП-10 российского кинопроката, на 17 ноября фильм посмотрели 248 921 зрителей, кассовые сборы составили 70 451 532 рублей.

## Фестивали и награды
- 2024, октябрь — VIII Ялтинский международный кинофестиваль «Евразийский мост» — фильм даже участвовал в конкурсе — был показан в спецпрограмме, но жюри решило отметить фильм Специальным призом «За блистательное и правдивое изображение подвига и память о героях нашей страны»[14]
- 2024, ноябрь — XX фестиваль военно-патриотического фильма «Волоколамский рубеж» — Приз жюри «За твёрдость характера героя фильма»[15]